# Zurab Zhvania (politico)
Zurab Zhvania (in georgiano ზურაბ ჟვანია; Tbilisi, 9 dicembre 1963 – Tbilisi, 3 febbraio 2005) è stato un politico georgiano, Primo Ministro della Georgia dal 2004 fino alla sua morte nel febbraio 2005.
In precedenza è stato nel 1995 presidente del Parlamento fino alle sue dimissioni nel 1999, seguite dal congedo di altri ministri, sospettati di corruzione da Zhvania. Dal 1993 al 2003 Zhvania è rimasto all'opposizione combattendo contro il governo di Shevardnadze. Nel 2003, Zhvania si è unito ad altri leader dell'opposizione, principalmente Burdjanadze e Saakashvili, ha tenuto proteste non violente contro il governo. Le proteste si sono concluse con le dimissioni di Shevardnadze e l'elezione di Saakashvili a presidente. Zhvania è diventato primo ministro e lo è stato fino alla sua morte nel 2005. 
È stato stretto collaboratore di Mikhail Saakashvili e tra i protagonisti della cosiddetta Rivoluzione delle Rose.

## Biografia
Zhvania è nato a Tbilisi nella famiglia di Besarion Zhvania, di etnia georgiana, e Rema Antonova, di origini miste ebraiche e armene, entrambi fisici che lavorano presso l'Istituto di fisica di Tbilisi. Nel 1985 si laurea presso la Facoltà di Biologia dell'Università Statale di Tbilisi. Ha lavorato all'università fino al 1992. 

## Carriera
Zhvania è entrato nella politica nazionale nel 1988. Tra il 1988 e il 1990, il Partito dei Verdi della Georgia, co-presieduto da Zhvania, è stato uno dei numerosi gruppi di opposizione che hanno preso parte alla campagna del paese per riconquistare la sua indipendenza. Nel settembre 1991 il suo partito si è unito all'opposizione al governo del primo presidente post-sovietico della Georgia, Zviad Gamsakhurdia. Il violento rovesciamento di Gamsakhurdia nel gennaio 1992 portò Eduard Shevardnadze, l'ex ministro degli esteri sovietico, a salire al potere pochi mesi dopo.
Shevardnadze ha istituito l'Unione dei cittadini della Georgia per fornire un gruppo di centrodestra moderato per i democratici riformisti. Zhvania è entrato a far parte dell'UGC nel 1995, entrando nel parlamento georgiano nello stesso anno e reclutando altri riformisti nel partito, in particolare Mikheil Saakashvili. Nel 1993 Zhvania divenne segretario generale del partito di Shevardnadze. Il 25 novembre 1995, dopo la vittoria del partito alle elezioni, è stato eletto presidente del parlamento georgiano.
Tuttavia, Zhvania ha litigato con Shevardnadze per uno scandalo di corruzione e si è dimesso il 1º novembre 2001. Anche Saakashvili ha lasciato il partito di Shevardnadze. Nel 2002 ha fondato e presieduto un nuovo partito, chiamato United Democrats.

### Elezioni del novembre 2003

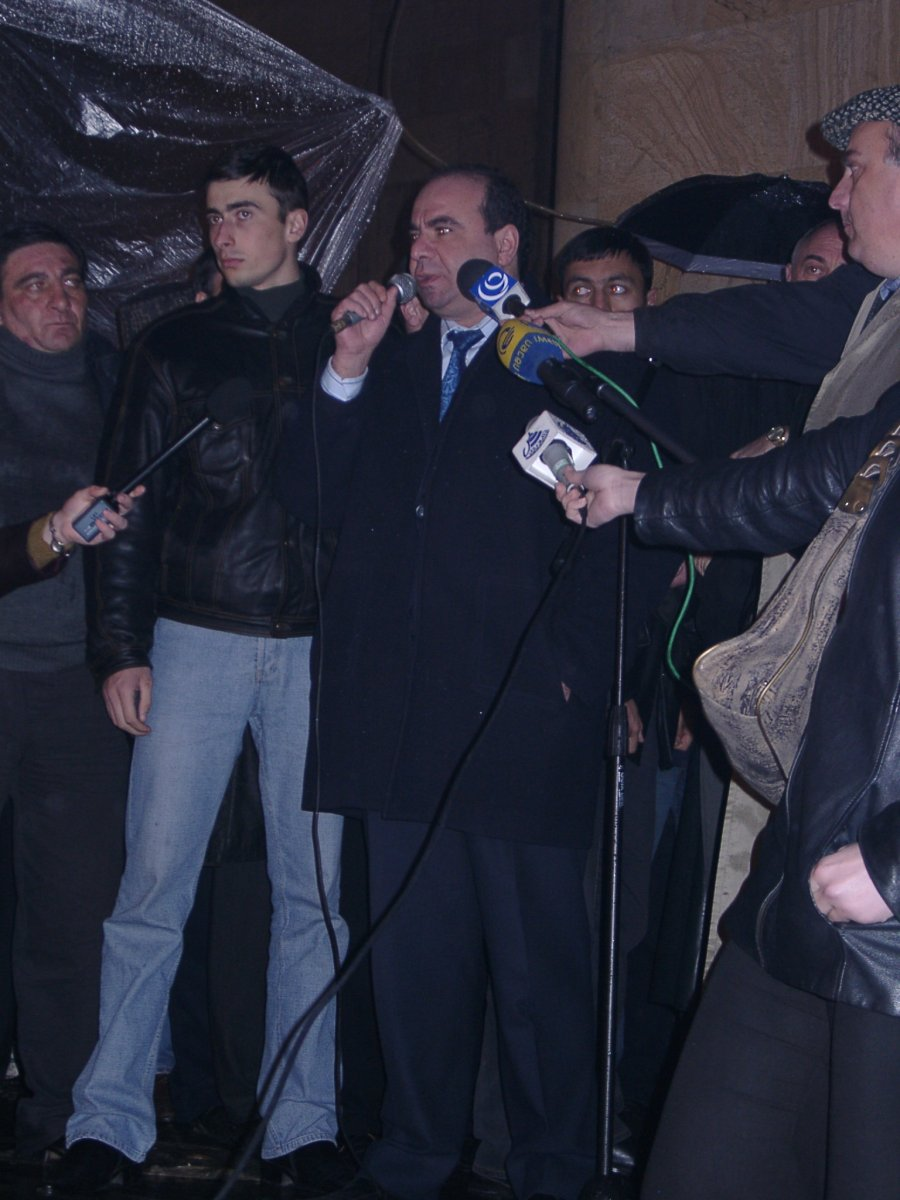
Zhvania parla in una manifestazione d'opposizione durante la Rivoluzione delle Rose, novembre 2003

Le elezioni parlamentari del 2 novembre 2003 sono state ampiamente condannate dagli osservatori locali e internazionali in quanto gravemente truccate dal governo. In risposta, Zhvania e altre figure dell'opposizione hanno chiesto proteste di massa contro Shevardnadze. Sono seguite due settimane di massicce proteste popolari, che hanno costretto alle dimissioni di Shevardnadze il 23 novembre. Fu sostituito ad interim dal successore di Zhvania come oratore parlamentare, Nino Burjanadze. Lo stesso Zhvania è diventato ministro nel governo di transizione prima delle nuove elezioni presidenziali tenutesi il 4 gennaio 2004, vinte da Saakashvili.

### Primo ministro
Nel febbraio 2004, secondo la proposta del presidente Saakashvili, Zhvania è stato eletto Primo Ministro dal Parlamento della Georgia. Ha guidato un giovane gabinetto riformista con 15 membri con un'età media di 35 anni. Con il suo gabinetto Zhvania è stato visto come un moderato contrappeso agli atteggiamenti "radicali" del presidente Saakashvili. Fu anche una figura chiave nei colloqui sulle repubbliche separatiste dell'Abkhazia e dell'Ossezia del Sud.
Controverso è stato il ruolo di Zhvania durante le privatizzazioni in Georgia, quando ha assunto tutte le decisioni finali, mentre i ministri competenti dell'economia hanno dovuto essere cambiati tre volte nell'arco di due anni. Gli esperti hanno anche criticato il suo ruolo nella vendita del porto di Batumi e di 16 navi della flotta georgiana del Mar Nero.

### Morte
Fu trovato morto nel febbraio 2005 insieme a un suo amico e collega, anche lui morto, Raul Usupov, vice governatore della regione georgiana di Kvemo, in un appartamento in affitto. Venne accertato che ad uccidere i due politici fosse stata un'esalazione di monossido di carbonio causato da una stufa a gas non adeguatamente ventilata. Le guardie entrarono in casa dopo che Zhvania non aveva dato notizie per diverse ore: lui era su una poltrona,  Usupov in cucina. I funzionari dissero che c'era una stufa a gas nella stanza principale della casa, dove era stato allestito un tavolo con sopra un set di backgammon aperto.
Subito dopo l'incidente, in diretta sulla televisione Rustavi-2, il ministro dell'Interno della Georgia Vano Merabishvili affermò che non c'era motivo di alimentare sospetti. Tuttavia l'accidentalità della sua morte fu sempre messa in dubbio. I membri della famiglia di Zhvania sollevarono perplessità sulla versione ufficiale della morte, con Goga Zhvania che affermò di essere sicuro che suo fratello fosse stato assassinato.  In un'intervista del marzo 2006 al Washington Post, anche l'ex presidente della Georgia Eduard Shevardnadze affermò di credere che Zhvania fosse stato  assassinato.
Il presidente Mikheil Saakashvili, in una riunione di gabinetto di emergenza, dichiarò: "In Zurab Zhvania, la Georgia ha perso un grande patriota, che ha dedicato tutta la sua vita a servire la madrepatria. La morte di Zurab è un duro colpo per la Georgia e per me personalmente. Ho perso un amico molto intimo, consigliere affidabile e grande alleato. Voglio invitarvi tutti a essere forti, perché non c'è responsabilità più grande del leale servizio al nostro Paese e alla nostra gente". Il rabbino Mikhailashvili affermò: "La comunità ebraica piange l'improvvisa perdita di Zurab Zhvania. In quanto ebreo, aveva uno stretto rapporto con la comunità ebraica in Georgia". 
Le indagini furono ad ogni modo riaperte nel 2012. Nel marzo 2014  Saakashvili sarà interrogato dalla Procura della Georgia sulla morte di Zhvania.

### Processi e conseguenze
Anni dopo l'incidente, la morte di Zhvania rimane al centro della vita politica della Georgia. Nel 2015, diverse guardie del corpo di Zhvania furono condannate per negligenza dopo aver ammesso che il giorno della morte di Zhvania lo avevano lasciato in pace, su sua richiesta. Secondo le guardie del corpo, Zhvania manteneva un appartamento segreto e lì si recava a incontri non specificati, a volte mascherandosi con una barba. Quando il personale di sicurezza era entrato nell'appartamento per controllare Zhvania, avevano trovato il suo corpo nudo insieme al Raul Usupov, anche lui nudo. Le guardie del corpo ammisero di aver manomesso la scena per cancellare ogni traccia che i due uomini avessero fatto sesso, in modo da "mantenere pulito il suo nome [di Zhvania]".  I membri della famiglia di Zhvania negano le accuse di omosessualità e insistono invece sul fatto che si sia trattato di un omicidio inscenato da parte di persone non specificate.

## Vita privata
Nel 1993 ha sposato la proprietaria di una libreria con libri in lingua inglese a Tbilisi,  Nino Kadagidze. Ebbero un figlio e due figlie: Elisabetta, Besarion e Anna. Zhvania parlava georgiano, inglese, tedesco e russo.